# Eskontní úvěr
Eskontní úvěr se využívá pro krátkodobé financování potřeb podniků. V České republice není tak často využíván, neboť existují další úvěrové produkty, zejména kontokorentní úvěry, u kterých je získání jednodušší.
Podstatou eskontního úvěru je odkup směnky obchodní bankou před lhůtou její splatnosti. Předmětem odkupu se tedy stává směnka za zboží, služby či jiné statky, která představuje nástroj platby mezi odběratelem a dodavatelem.
Odběratel je nazýván emitentem směnky, dodavatel je nazýván remitentem.
Emitentovi ze směnky vyplývá povinnost uhradit remitentovi sumu, uvedenou na směnce, do data splatnosti. Pokud nabyvatel směnky potřebuje rychle získat peněžní prostředky, předá směnku obchodní bance. Proces schvalování eskontního úvěru je u každé obchodní banky jiný a řídí se vnitřními předpisy dané banky. Ke každé transakci se přistupuje individuálně. Mezi nejvýznamnější poskytovatele eskontních úvěrů v České republice patří Komerční banka a Česká spořitelna. V případě, kdy je směnka bankou odkoupena, se emitent směnky stává dlužníkem vůči bance a jeho vztah k remitentovi zaniká. K okamžiku splatnosti směnky se banka obrací na emitenta s výzvou k úhradě závazku. Pokud jím není závazek splněn, obrací se banka na původního držitele směnky.
K hlavním výhodám eskontního úvěru patří zejména rychlé získání peněžních prostředků před splatností směnky a nízká úroková sazba.
K hlavním nevýhodám eskontního úvěru patří diskont, tj. částka, kterou si banka odečte od nominální hodnoty směnky (tj. od částky uvedené na směnce), a další poplatky spojené s realizací úvěru.
Výši diskontu ovlivňují datum splatnosti směnky, diskontní sazba České národní banky, od které je odvozena úroková sazba, a bankovní poplatky spojené s realizací eskontního úvěru.